# De grijze eros
De grijze eros is een hoorspel van Walentin Chorell. Grå Eros dateert van 1963 en werd op 9 augustus 1966 onder de titel Ergrauter Eros door de Westdeutscher Rundfunk uitgezonden. Paul Deen vertaalde het en de VPRO zond het uit op vrijdag 16 februari 1968. De regisseur was Jan Wegter. Het hoorspel duurde 60 minuten.

## Rolbezetting
- Gijsbert Tersteeg (Nils-Johan Holm)
- Wiesje Bouwmeester (Helga)
- Hetty Berger & Tonny Foletta (verdere medewerkenden)

## Inhoud
Leraar Holm, een vermoeide, door een beroerte gekromde grijsaard, heeft zich opgemaakt en gaat moeizaam, maar niet van de wijs te brengen door de straten van zijn stad. Zijn doel is de armenwijk, waar Helga-Maria woont, die hem 53 jaar geleden verliet en hem nu nog één keer wil zien voor ze sterft…